# Поляна (Семилукский район)
Поляна — село в Семилукском районе Воронежской области России. 
Входит в состав Староведугского сельского поселения.

## География
В селе имеются две улицы — Лесная и Садовая.

## Население
| 2010 |
| ---- |
| 42   |